# Galaxias neocaledonicus
Galaxias neocaledonicus — вид прісноводних корюшкоподібних риб родини Галаксієві (Galaxiidae). Вид є ендеміком Нової Каледонії, де мешкає лише у двох озерах загальною площею близько 20 км². Максимальна довжина тіла сягає 5,2 см.